# شارلوت بوهلر
شارلوت بوهلر (بالألمانية: Charlotte Bühler)‏ (و. 1893 – 1974 م) هي عالمة نفس، وأستاذ جامعي من ألمانيا، والولايات المتحدة، ولدت في برلين، توفيت في شتوتغارت، عن عمر يناهز 81 عاماً.

## التعليم
تعلمت في جامعة فرايبورغ.

## روابط خارجية
- شارلوت بوهلر على موقع مونزينجر (الألمانية)